# Trioxys gahani
Trioxys gahani är en stekelart som beskrevs av Smith 1944. Trioxys gahani ingår i släktet Trioxys och familjen bracksteklar. Inga underarter finns listade i Catalogue of Life.